# Rifugio Luigi Orestano
Il rifugio Luigi Orestano è ubicato in località Piano Zucchi a circa 1100 m s.l.m., sulle Madonie in territorio del comune di Isnello, in provincia di Palermo.

Costruito nel 1927 per dare un punto di riferimento agli appassionati della montagna, è di proprietà del Club Alpino Siciliano di Palermo.

Nasce come ritrovo-bivacco per divenire, in seguito, ristorante, bar e albergo.

Dispone di 31 camere e di locali per la pratica di attività ricreative.

Il rifugio è posto di soccorso alpino e di protezione civile.

Dal belvedere si gode un ottimo e ampio panorama.